# Cefaleksin
Cefaleksin, (Cefalexin, cephalexin) je član prve generacije polusintetskih cefalosporinskih antibiotika koji su uvedeni u upotrebu 1967. godine od strane kompanije Eli Lilly. On je oralni lek sa sličnim antimikrobnim spektrom sa intravenoznim agensima cefalotin i cefazolin. Njegovo prvo trgovačko ime je bilo Keflex (Lilly), a u današnje vreme je dostupan pod više drugih imena.
Od 2008, cefaleksin je najpopularniji cefalosporinski antibiotik u SAD, sa više od 25 miliona recepata za samo njegovu generičku verziju, i sa prodajom od US $255 miliona.

## Klinička upotreba
Cefaleksin deluje na gram pozitivne i neke gram negativne bakterije (Streptococcus beta haemoliticus grupe A, Staphylococcus-uključujući koagulaza pozitivne, koagulaza negativne i stafilokoke koje proizvode penicilinazu-, Streptococcus pneumoniae, Proteus mirabilis, Klebsiella sp., Moraxella catahalis). Slabije deluje na Haemophilus. Većina enterokoka (Enterococcus fecalis) i nekoliko vrsta stafilokoka su rezistentni na cefaleksin.
Izlučuje se preko bubrega nepromenjen glomerularnom filtracijom i tubularnom sekrecijom.

## Literatura
- Sneader, Walter (2005). „Cephalosporin analogues”. Drug discovery: a history. New York: Wiley. стр. 324. ISBN 978-0-471-89980-8. Приступљено 26. 6. 2009.

## Spoljašnje veze
- informacija o leku
- informacija o leku
- SAD Nacionalna medicinska biblioteka: Cefaleksin